# Eupithecia subseparata
Eupithecia subseparata är en fjärilsart som beskrevs av Hugo Theodor Christoph 1865. Eupithecia subseparata ingår i släktet Eupithecia och familjen mätare. Inga underarter finns listade i Catalogue of Life.